# Jean Mineur
Jean Mineur (Valenciennes, 12 maart 1902 – Cannes, 19 oktober 1985) was een Franse pionier van bioscoopreclame. Zijn reclamebureau wordt gesymboliseerd door het beroemde personage "Petit Mineur", afgebeeld als een vrolijke mijnwerker (mineur is Frans voor mijnwerker), uitgerust met pikhouweeltje.
Mineur, een autodidact afkomstig uit een mijnwerkersfamilie, begon zijn reclameactiviteiten in 1924 door een nieuw beroep te creëren in de filmwereld: reclameregisseur. In het Franse Saint-Waast is een school naar hem vernoemd. In Nederland wordt een groot gedeelte van de bioscoopreclames nog altijd gedistribueerd door het door Jean Mineur gestarte bedrijf.
- Bibliothèque nationale de France: cb12327919z (data)
- Gemeinsame Normdatei: 13300371X
- International Standard Name Identifier: 0000 0001 0912 2539
- Library of Congress Control Number: n82019820
- Système universitaire de documentation: 032202806
- Virtual International Authority File: 68999525
- WorldCat: E39PBJjtb8dQt8HCT9R6qdT4MP